# Liste der Finanzämter in Sachsen
Diese Liste nennt die Finanzämter in Sachsen.

## Allgemeines
Im Freistaat Sachsen gibt es insgesamt 24 Finanzämter, sie sind dem sächsischen Landesamt für Steuern und Finanzen unterstellt.

## Liste
| Bild                               | Name Bundesfinanzamtsnummer   | Ort Adresse                                | Finanzamtsbezirk | Gebäude | Behördengeschichte |
| ---------------------------------- | ----------------------------- | ------------------------------------------ | --- | ------- | ------------------ |
| Finanzämter in der Region Chemnitz |                               |                                            | |         |                    |
| 0                                  | Finanzamt Annaberg 3217       | Annaberg-Buchholz Magazingasse 16          | Annaberg-Buchholz, Bärenstein, Crottendorf, Ehrenfriedersdorf, Elterlein, Gelenau, Geyer, Jöhstadt, Königswalde, Kurort Oberwiesenthal, Mildenau, Scheibenberg, Schlettau, Sehmatal-Cranzahl, Sehmatal-Neudorf, Sehmatal-Sehma, Tannenberg, Thermalbad Wiesenbad, Thum | 0       | 0                  |
| 0                                  | Finanzamt Chemnitz-Mitte 3215 | Chemnitz Straße der Nationen 2             | Chemnitz | 0       | 0                  |
| 0                                  | Finanzamt Chemnitz-Süd 3214   | Chemnitz Paul-Bertz-Straße 1               | Chemnitz | 0       | 0                  |
| 0                                  | Finanzamt Döbeln 3236         | Döbeln Burgstraße 31                       | Döbeln, Großweitzschen, Hartha, Leisnig, Ostrau, Roßwein, Waldheim, Zschaitz-Ottewig | 0       | 0                  |
| 0                                  | Finanzamt Freiberg 3220       | Freiberg Brückenstraße 1                   | Augustusburg, Bobritzsch-Hilbersdorf, Brand-Erbisdorf, Dorfchemnitz, Eppendorf, Flöha, Frauenstein, Freiberg, Großhartmannsdorf, Großschirma, Halsbrücke, Leubsdorf, Lichtenberg, Mulda, Neuhausen, Niederwiesa, Oberschöna, Oederan, Rechenberg-Bienenmühle, Reinsberg, Sayda, Weißenborn | 0       | 0                  |
| 0                                  | Finanzamt Mittweida 3222      | Mittweida Robert-Koch-Straße 17            | Altmittweida, Burgstädt, Claußnitz, Erlau, Frankenberg, Geringswalde, Hainichen, Hartmannsdorf, Kriebstein, Königsfeld, Königshain-Wiederau, Lichtenau, Lunzenau, Mühlau, Mittweida, Penig, Rochlitz, Rossau, Seelitz, Striegistal, Taura, Wechselburg, Zettlitz | 0       | 0                  |
| 0                                  | Finanzamt Plauen 3223         | Plauen Europaratstraße 17                  | Adorf, Auerbach, Bad Brambach, Bad Elster, Bergen, Bösenbrunn, Eichigt, Ellefeld, Elsterberg, Falkenstein, Grünbach, Heinsdorfergrund, Klingenthal, Lengenfeld, Limbach, Markneukirchen, Muldenhammer, Mühlental, Netzschkau, Neuensalz, Neumark, Neustadt, Oelsnitz, Pausa-Mühltroff, Plauen, Pöhl, Reichenbach im Vogtland, Rodewisch, Rosenbach, Schöneck, Steinberg, Theuma, Tirpersdorf, Treuen, Triebel, Weischlitz, Werda                                | 0       | 0                  |
| 0                                  | Finanzamt Schwarzenberg 3218  | Schwarzenberg/Erzgeb. Karlsbader Straße 23 | Aue-Bad Schlema, Bockau, Breitenbrunn, Eibenstock, Grünhain-Beierfeld, Johanngeorgenstadt, Lauter-Bernsbach, Lößnitz, Raschau-Markersbach, Schönheide, Schneeberg, Schwarzenberg, Stützengrün, Zschorlau | 0       | 0                  |
| 0                                  | Finanzamt Stollberg 3224      | Stollberg Hohensteiner Straße 54           | Auerbach, Burkhardtsdorf, Gornsdorf, Hohndorf, Jahnsdorf, Lugau, Neukirchen, Niederdorf, Niederwürschnitz, Oelsnitz, Stollberg, Thalheim, Zwönitz | 0       | 0                  |
| 0                                  | Finanzamt Zschopau 3228       | Zschopau August-Bebel-Straße 17            | Amtsberg, Börnichen, Deutschneudorf, Drebach, Gornau, Großolbersdorf, Großrückerswalde, Grünhainichen, Heidersdorf, Marienberg, Olbernhau, Pockau-Lengefeld, Seiffen, Wolkenstein, Zschopau | 0       | 0                  |
| 0                                  | Finanzamt Zwickau 3227        | Zwickau Lessingstraße 15                   | Bernsdorf, Callenberg, Crimmitschau, Crinitzberg, Dennheritz, Fraureuth, Gersdorf, Glauchau, Hartenstein, Hartmannsdorf, Hirschfeld, Hohenstein-Ernstthal, Kirchberg, Langenbernsdorf, Langenweißbach, Lichtenstein, Lichtentanne, Limbach-Oberfrohna, Meerane, Mülsen, Neukirchen, Niederfrohna, Oberlungwitz, Oberwiera, Reinsdorf, Remse, Schönberg, St. Egidien, Waldenburg, Werdau, Wildenfels, Wilkau-Haßlau, Zwickau                                     | 0       | 0                  |
| Finanzämter in der Region Dresden  |                               |                                            | |         |                    |
| 0                                  | Finanzamt Bautzen 3204        | Bautzen Wendischer Graben 3                | Bautzen, Bischofswerda, Burkau, Cunewalde, Demitz-Thumitz, Doberschau-Gaußig, Frankenthal, Großdubrau, Großharthau, Großpostwitz, Göda, Hochkirch, Königswartha, Kubschütz, Malschwitz, Neschwitz, Neukirch, Obergurig, Puschwitz, Radibor, Rammenau, Schirgiswalde-Kirschau, Schmölln-Putzkau, Sohland, Steinigtwolmsdorf, Weißenberg, Wilthen | 0       | 0                  |
| 0                                  | Finanzamt Dresden-Nord 3202   | Dresden Rabenerstraße 1                    | Dresden | 0       | 0                  |
| 0                                  | Finanzamt Dresden-Süd 3203    | Dresden Rabenerstraße 1                    | Dresden | 0       | 0                  |
| 0                                  | Finanzamt Görlitz 3207        | Görlitz Sonnenstraße 7                     | Bad Muskau, Boxberg, Gablenz, Görlitz, Groß Düben, Hohendubrau, Horka, Hähnichen, Kodersdorf, Krauschwitz, Kreba-Neudorf, Königshain, Markersdorf, Mücka, Neißeaue, Niesky, Quitzdorf am See, Reichenbach, Rietschen, Rothenburg, Schleife, Schöpstal, Trebendorf, Vierkirchen, Waldhufen, Weißkeißel, Weißwasser | 0       | 0                  |
| 0                                  | Finanzamt Hoyerswerda 3213    | Hoyerswerda Pforzheimer Platz 1            | Arnsdorf, Bernsdorf, Crostwitz, Elsterheide, Elstra, Großnaundorf, Großröhrsdorf, Haselbachtal, Hoyerswerda, Kamenz, Königsbrück, Lauta, Laußnitz, Lichtenberg, Lohsa, Nebelschütz, Neukirch, Ohorn, Ottendorf-Okrilla, Oßling, Panschwitz-Kuckau, Pulsnitz, Radeberg, Ralbitz-Rosenthal, Räckelwitz, Schwepnitz, Spreetal, Steina, Wachau, Wittichenau | 0       | 0                  |
| 0                                  | Finanzamt Löbau 3208          | Löbau Georgewitzer Straße 40               | Beiersdorf, Bernstadt, Bertsdorf-Hörnitz, Dürrhennersdorf, Ebersbach-Neugersdorf, Großschweidnitz, Großschönau, Hainewalde, Herrnhut, Kurort Jonsdorf, Kottmar, Lawalde, Löbau, Leutersdorf, Mittelherwigsdorf, Neusalza-Spremberg, Oderwitz, Olbersdorf, Oppach, Ostritz, Oybin, Rosenbach, Schönau-Berzdorf, Schönbach, Seifhennersdorf, Zittau | 0       | 0                  |
| 0                                  | Finanzamt Meißen 3209         | Meißen Heinrich-Heine-Straße 23            | Coswig, Diera-Zehren, Ebersbach, Glaubitz, Gröditz, Großenhain, Hirschstein, Käbschütztal, Klipphausen, Lampertswalde, Lommatzsch, Meißen, Moritzburg, Niederau, Nossen, Nünchritz, Priestewitz, Radebeul, Radeburg, Riesa, Röderaue, Schönfeld, Stauchitz, Strehla, Thiendorf, Weinböhla, Wülknitz, Zeithain | 0       | 0                  |
| 0                                  | Finanzamt Pirna 3210          | Pirna Clara-Zetkin-Straße 1                | Altenberg, Bad Gottleuba-Berggießhübel, Bad Schandau, Bahretal, Bannewitz, Dippoldiswalde, Dohma, Dohna, Dorfhain, Dürrröhrsdorf-Dittersbach, Freital, Glashütte, Gohrisch, Hartmannsdorf-Reichenau, Heidenau, Hermsdorf, Hohnstein, Klingenberg, Königstein, Kreischa, Liebstadt, Lohmen, Müglitztal, Neustadt, Pirna, Rabenau, Kurort Rathen Rathmannsdorf, Reinhardtsdorf, Rosenthal-Bielatal, Sebnitz, Stadt Wehlen, Stolpen, Struppen, Tharandt, Wilsdruff | 0       | 0                  |
| Finanzämter in der Region Leipzig  |                               |                                            | |         |                    |
| 0                                  | Finanzamt Eilenburg 3237      | Eilenburg Walter-Rathenau-Straße 8         | Bad Düben, Delitzsch, Doberschütz, Eilenburg, Jesewitz, Krostitz, Laußig, Löbnitz, Rackwitz, Schkeuditz, Schönwölkau, Taucha, Wiedemar, Zschepplin | 0       | 0                  |
| 0                                  | Finanzamt Grimma 3238         | Grimma Lausicker Straße 2                  | Bad Lausick, Belgershain, Bennewitz, Borna, Borsdorf, Brandis, Böhlen, Colditz, Elstertrebnitz, Frohburg, Geithain, Grimma, Großpösna, Groitzsch, Kitzscher, Lossatal, Machern, Markkleeberg, Markranstädt, Naunhof, Neukieritzsch, Otterwisch, Parthenstein, Pegau, Regis-Breitingen, Rötha, Thallwitz, Trebsen, Wurzen, Zwenkau | 0       | 0                  |
| 0                                  | Finanzamt Leipzig I 3232      | Leipzig Wilhelm-Liebknecht-Platz 3         | Leipzig | 0       | 0                  |
| 0                                  | Finanzamt Leipzig II 3231     | Leipzig Nordplatz 11                       | Leipzig | 0       | 0                  |
| 0                                  | Finanzamt Oschatz 3239        | Oschatz Dresdener Straße 77                | Arzberg, Beilrode, Belgern-Schildau, Cavertitz, Dahlen, Dommitzsch, Dreiheide, Elsnig, Liebschützberg, Mockrehna, Mügeln, Naundorf, Oschatz, Torgau, Trossin, Wermsdorf | 0       | 0                  |

## Zuständigkeiten
Einzelnen Finanzämtern wurden zusätzliche Aufgaben zugeteilt, die sie für andere Finanzämter oder für den gesamten Freistaat Sachsen übernehmen:
| Finanzamt      | Zusätzliche Aufgabe | Übernommen für |
| -------------- | --- | --- |
| Chemnitz-Mitte | Besteuerung von Renn- und Sportwetten, Lotterien, Ausspielungen, virtuellem Automatenspiel, Online-Poker | Freistaat Sachsen |
| Leipzig II     | Festsetzung und Erhebung der Spielbankabgabe und der Gewinnabgabe, Mitteilung und Auszahlung des Anteils der Gemeinden am Spielbankabgabeaufkommen | Freistaat Sachsen |
| Leipzig II     | Steueraufsicht Spielbanken | Freistaat Sachsen |
| Leipzig II     | Festsetzung und Erhebung der Online-Casinospielsteuer | Freistaat Sachsen |
| Dresden-Süd    | Wahrnehmung der Rechte an der Zerlegung der Körperschaftsteuer nach dem Zerlegungsgesetz | Freistaat Sachsen |
| Chemnitz-Mitte | Erbschaft- und Schenkungssteuer | Annaberg, Chemnitz-Mitte, Chemnitz-Süd, Freiberg, Mittweida, Plauen, Schwarzenberg, Stollberg, Zschopau, Zwickau                          |
| Bautzen        | Erbschaft- und Schenkungssteuer | Bautzen, Dresden-Nord, Dresden-Süd, Görlitz, Hoyerswerda, Löbau, Meißen, Pirna                                                            |
| Leipzig I      | Erbschaft- und Schenkungssteuer | Döbeln, Eilenburg, Grimma, Leipzig I, Leipzig II, Oschatz                                                                                 |
| Dresden-Süd    | Gesonderte Feststellungen nach dem Außensteuergesetz und nach § 180 Abs. 5 Nr. 1 AO | Freistaat Sachsen |
| Annaberg       | Amtsbetriebsprüfung | Annaberg, Schwarzenberg, Stollberg, Zschopau                                                                                              |
| Bautzen        | Amtsbetriebsprüfung | Bautzen, Hoyerswerda |
| Eilenburg      | Amtsbetriebsprüfung | Eilenburg, Oschatz |
| Freiberg       | Amtsbetriebsprüfung | Döbeln, Freiberg, Mittweida |
| Görlitz        | Amtsbetriebsprüfung | Görlitz, Löbau |
| Bautzen        | Betriebsprüfung von Großbetrieben mit Umsatzerlösen ab 12 Millionen Euro | Bautzen, Görlitz, Hoyerswerda, Löbau |
| Chemnitz-Süd   | Betriebsprüfung von Großbetrieben mit Umsatzerlösen ab 12 Millionen Euro | Annaberg, Chemnitz-Mitte, Chemnitz-Süd, Döbeln, Freiberg, Mittweida, Schwarzenberg, Stollberg, Zschopau                                   |
| Dresden-Nord   | Betriebsprüfung von Großbetrieben mit Umsatzerlösen ab 12 Millionen Euro | Dresden-Nord, Dresden-Süd, Meißen, Pirna                                                                                                  |
| Leipzig II     | Betriebsprüfung von Großbetrieben mit Umsatzerlösen ab 12 Millionen Euro | Eilenburg, Grimma, Leipzig I, Leipzig II, Oschatz                                                                                         |
| Zwickau        | Betriebsprüfung von Großbetrieben mit Umsatzerlösen ab 12 Millionen Euro | Plauen, Zwickau |
| Chemnitz-Süd   | Betriebsprüfung Kreditinstitute, Versicherungsunternehmen | Annaberg, Chemnitz-Mitte, Chemnitz-Süd, Döbeln, Freiberg, Mittweida, Plauen, Schwarzenberg, Stollberg, Zschopau, Zwickau                  |
| Dresden-Nord   | Betriebsprüfung Kreditinstitute, Versicherungsunternehmen | Bautzen, Dresden-Nord, Dresden-Süd, Görlitz, Hoyerswerda, Löbau, Meißen, Pirna                                                            |
| Leipzig II     | Betriebsprüfung Kreditinstitute, Versicherungsunternehmen | Eilenburg, Grimma, Leipzig I, Leipzig II, Oschatz                                                                                         |
| Chemnitz-Süd   | Betriebsprüfung Versorgungsbetriebe | Annaberg, Chemnitz-Mitte, Chemnitz-Süd, Döbeln, Freiberg, Mittweida, Plauen, Schwarzenberg, Stollberg, Zschopau, Zwickau                  |
| Dresden-Nord   | Betriebsprüfung Versorgungsbetriebe | Bautzen, Dresden-Nord, Dresden-Süd, Görlitz, Hoyerswerda, Löbau, Meißen, Pirna                                                            |
| Leipzig II     | Betriebsprüfung Versorgungsbetriebe | Eilenburg, Grimma, Leipzig I, Leipzig II, Oschatz                                                                                         |
| Chemnitz-Süd   | grenzüberschreitende Arbeitnehmerüberlassung, im Ausland ansässige Werkvertragsunternehmen und Werkvertragsarbeitnehmer sowie Fälle des § 20a AO | Freistaat Sachsen |
| Annaberg       | Lohnsteuer-Außenprüfung für Betriebe mit 100 oder mehr Arbeitnehmern | Annaberg, Schwarzenberg, Stollberg, Zschopau                                                                                              |
| Bautzen        | Lohnsteuer-Außenprüfung für Betriebe mit 100 oder mehr Arbeitnehmern | Bautzen, Hoyerswerda |
| Eilenburg      | Lohnsteuer-Außenprüfung für Betriebe mit 100 oder mehr Arbeitnehmern | Eilenburg, Oschatz |
| Freiberg       | Lohnsteuer-Außenprüfung für Betriebe mit 100 oder mehr Arbeitnehmern | Döbeln, Freiberg, Mittweida |
| Görlitz        | Lohnsteuer-Außenprüfung für Betriebe mit 100 oder mehr Arbeitnehmern | Görlitz, Löbau |
| Chemnitz-Süd   | Lohnsteuer-Außenprüfung bei Arbeitgebern im Sinne des § 20a AO | Freistaat Sachsen |
| Chemnitz-Süd   | Steuerfahndung sowie Bußgeld- und Strafsachenstelle (allgemein) | Annaberg, Chemnitz-Mitte, Chemnitz-Süd, Döbeln, Freiberg, Mittweida, Plauen, Schwarzenberg, Stollberg, Zschopau, Zwickau                  |
| Dresden-Nord   | Steuerfahndung sowie Bußgeld- und Strafsachenstelle (allgemein) | Bautzen, Dresden-Nord, Dresden-Süd, Görlitz, Hoyerswerda, Löbau, Meißen, Pirna                                                            |
| Leipzig II     | Steuerfahndung sowie Bußgeld- und Strafsachenstelle (allgemein) | Eilenburg, Grimma, Leipzig I, Leipzig II, Oschatz                                                                                         |
| Chemnitz-Süd   | Steuerfahndung sowie Bußgeld- und Strafsachenstelle (bei zentralisierter Zuständigkeit für Fälle des § 20a AO) | Freistaat Sachsen |
| Dresden-Süd    | Grunderwerbsteuer | Dresden-Nord, Dresden-Süd, Meißen |
| Leipzig I      | Grunderwerbsteuer | Eilenburg, Leipzig I, Leipzig II |
| Löbau          | Grunderwerbsteuer | Bautzen, Görlitz, Hoyerswerda, Löbau, Pirna                                                                                               |
| Schwarzenberg  | Grunderwerbsteuer | Annaberg, Chemnitz-Mitte, Chemnitz-Süd, Döbeln, Freiberg, Grimma, Mittweida, Oschatz, Plauen, Schwarzenberg, Stollberg, Zschopau, Zwickau |
| Chemnitz-Süd   | Umsatzsteuer-Sonderprüfungen, Umsatzsteuer-Nachschauen und sonstige Ermittlungshandlungen im Sinne des § 88 AO zur Umsatzsteuer in länderübergreifenden und grenzüberschreitenden Fällen in Zusammenarbeit mit der Zentralen Koordinierungsstelle beim Bundeszentralamt für Steuern | Annaberg, Chemnitz-Mitte, Chemnitz-Süd, Döbeln, Freiberg, Mittweida, Plauen, Schwarzenberg, Stollberg, Zschopau, Zwickau                  |
| Dresden-Nord   | Umsatzsteuer-Sonderprüfungen, Umsatzsteuer-Nachschauen und sonstige Ermittlungshandlungen im Sinne des § 88 AO zur Umsatzsteuer in länderübergreifenden und grenzüberschreitenden Fällen in Zusammenarbeit mit der Zentralen Koordinierungsstelle beim Bundeszentralamt für Steuern | Bautzen, Dresden-Nord Dresden-Süd, Görlitz, Hoyerswerda, Löbau, Meißen, Pirna                                                             |
| Leipzig II     | Umsatzsteuer-Sonderprüfungen, Umsatzsteuer-Nachschauen und sonstige Ermittlungshandlungen im Sinne des § 88 AO zur Umsatzsteuer in länderübergreifenden und grenzüberschreitenden Fällen in Zusammenarbeit mit der Zentralen Koordinierungsstelle beim Bundeszentralamt für Steuern | Eilenburg, Grimma, Leipzig I, Leipzig II, Oschatz                                                                                         |